# Порымозаречное (сельское поселение)
Порымозаречное — упразднённое муниципальное образование со статусом сельского поселения в составе Граховского района Удмуртии.
Административный центр — село Грахово (в состав поселения не входит).
Законом Удмуртской Республики от 17.05.2021 № 47-РЗ к 30 мая 2021 года упразднено в связи с преобразованием муниципального района в муниципальный округ.

## Местное самоуправление
Муниципальное образование действует в соответствии с ФЗ-131 «Об общих принципах организации местного самоуправления в Российской Федерации», согласно уставу муниципального образования и имеет трёхуровневую структуру органов местного самоуправления:
1. Глава муниципального образования — Панченков Геннадий Иосифович
2. Представительный орган — Совет депутатов муниципального образования, состоит из 11 депутатов
3. Исполнительно-распорядительный орган — администрация муниципального образования

## Географические данные
Находится в центральной части района, граничит:
- на севере с Котловским сельским поселением
- на востоке с Каменским и Граховским сельскими поселениями
- на юге с республикой Татарстан
- на западе с Лолошур-Возжинским и Староятчинским сельскими поселениями

По территории поселения протекают реки: Адамка, Кузебайка, Ерыкса, Январка, Мелекеска и Шуберка.
Общая площадь поселения — 15 543 гектар, из них сельхозугодья — 8 379 гектар.

## История
Муниципальное образование создано 1 января 2006 года в результате муниципальной реформы. Предшественник — Порымозаречный сельсовет Граховского района.

### Порымозаречный сельсовет
После укрупнений 1924 года, территория современного Порымозаречного сельского поселения, входила в состав Лебедевского и Архангельского сельсоветов. В 1963 году в процессе «укрупнения» сельсоветов обе территориальные единицы были упразднены и вошли в состав Граховского сельсовета. В 1985 году из Граховского сельсовета сначала был выделен Зареченский сельсовет, с административным центром в посёлке Заречный, а немного позже в 1989 году — Порымский сельсовет с административным центром в деревне Порым. Постановлением Госсовета Удмуртской Республики от 26 октября 2004 года Порымский и Зареченский сельсоветы были ликвидированы и образован Порымозаречный сельсовет с административным центром в селе Грахово.

## Население
| 2010 | 2012  | 2013  | 2014 | 2015 | 2016 | 2017 |
| ---- | ----- | ----- | ---- | ---- | ---- | ---- |
| 1075 | ↘1035 | ↘1003 | ↘974 | ↘963 | ↘954 | ↘937 |
| 2018 | 2019  | 2020  |      |      |      |      |
| ↘919 | ↘894  | ↘879  |      |      |      |      |

## Населенные пункты
| Название          | Тип населённого пункта          | Население (2003 год)            | Почтовый индекс                 | ОКАТО                           |
| ----------------- | ------------------------------- | ------------------------------- | ------------------------------- | ------------------------------- |
| Порым             | Деревня                         | 569                             | 427736                          | 94 212 848 001                  |
| Заречный          | Село                            | 522                             | 427733                          | 94 212 825 000                  |
| Благодатное       | Деревня                         | 252                             | 427733                          | 94 212 825 002                  |
| Большой Шуберь    | Деревня                         | 17                              | 427733                          | 94 212 825 003                  |
| Архангельское     | Снято с учета после 1989 года   | Снято с учета после 1989 года   | Снято с учета после 1989 года   | Снято с учета после 1989 года   |
| Кузебаево         | с 1978 года часть деревни Порым | с 1978 года часть деревни Порым | с 1978 года часть деревни Порым | с 1978 года часть деревни Порым |
| Лебедевка         | с 1978 года часть села Заречное | с 1978 года часть села Заречное | с 1978 года часть села Заречное | с 1978 года часть села Заречное |
| Михайловка        | Снята с учета после 1989 года   | Снята с учета после 1989 года   | Снята с учета после 1989 года   | Снята с учета после 1989 года   |
| Озелино           | Снята с учета в 1978 году       | Снята с учета в 1978 году       | Снята с учета в 1978 году       | Снята с учета в 1978 году       |
| Русский Шуберь    | Снята с учета после 1989 года   | Снята с учета после 1989 года   | Снята с учета после 1989 года   | Снята с учета после 1989 года   |
| Удмуртский Возжай | Снята с учета после 1989 года   | Снята с учета после 1989 года   | Снята с учета после 1989 года   | Снята с учета после 1989 года   |

## Известные уроженцы
- Белов, Александр Романович (1901—1983) — советский военачальник, генерал-майор.